# Конгрес ООН щодо запобігання злочинності
Конгреси ООН щодо запобігання злочинності та поводження з правопорушниками — міжнародні форуми зі статусом тимчасово чинних органів Організації Об'єднаних Націй, які скликаються раз в п'ять років, починаючи з 1955 року. Конгрес розглядає проблеми запобігання злочинності та проблеми поводження з правопорушниками. Конгрес є правонаступником міжнародних конгресів, які проводились з 1878 року Міжнародною кримінальною і пенітенціарною комісією.

## Робота конгресів
- На першому конгресі (1955) обговорювався текст «Мінімальних стандартних правил поводження із засудженими» (в цьому ж році вони були прийняті), проблеми організації  праці ув'язнених, статус працівників пенітенціарних установ.
- Другий конгрес (1960) був присвячений взаємодії з неповнолітніми засудженими, проблемам позбавлення волі на короткий строк, ресоціалізації відбулих покарання.
- Третій конгрес (1965) розглядав заходи відповідальності, не пов'язані з позбавленням волі, питання рецидиву.
- Четвертий конгрес (1970) був присвячений проблемам, пов'язаним із застосуванням затверджених в 1955 році мінімальних стандартних правил поводження із засудженими на сучасному етапі.
- П'ятий конгрес (1975) розглядав проблеми поводження з особами, що несуть відповідальність, як у вигляді позбавлення волі, так і у вигляді інших покарань.
- Шостий конгрес (1980) в основному був присвячений застосуванню смертної кари.
- На сьомому (1985) розроблялися стандарти ООН в області правосуддя.
- Восьмий (1990) розглядав питання уніфікації заходів щодо поводження з неповнолітніми засудженими.
- Дев'ятий (1995) присвячений застосуванню мінімальних стандартних правил поводження із засудженими в різних країнах.
- Десятий (2000) був присвячений питанням міжнародного співробітництва держав у боротьбі з транснаціональною організованою злочинністю.
- Одинадцятий (2005) розглядав питання боротьби з тероризмом, з транснаціональною організованою злочинністю, а також питання вживання заходів щодо боротьби з економічними злочинами та злочинами з використанням комп'ютерів.
- Дванадцятий (2010) Конгрес Організації Об'єднаних Націй з профілактики злочинності та кримінального правосуддя, приймальною стороною якого виступив уряд Бразилії, відбувся в місті Салвадоре з 12 по 19 квітня 2010.
- Тринадцятий (2015) Конгрес Організації Об'єднаних Націй з профілактики злочинності та кримінального правосуддя, приймальною стороною якого виступив уряд Катару, відбувся в місті Доха з 12 по 19 квітня.